# Hořákov
Hořákov je malá vesnice, část obce Běšiny v okrese Klatovy v Plzeňském kraji. Nachází se asi dva kilometry jihozápadně od Běšin. Prochází zde silnice I/27. Hořákov je také název katastrálního území o rozloze 1,87 km².

## Historie
První písemná zmínka o vesnici pochází z roku 1379.

## Obyvatelstvo
| Rok            | 1869 | 1880 | 1890 | 1900 | 1910 | 1921 | 1930 | 1950 | 1961 | 1970 | 1980 | 1991 | 2001 | 2011 | 2021 |
| -------------- | ---- | ---- | ---- | ---- | ---- | ---- | ---- | ---- | ---- | ---- | ---- | ---- | ---- | ---- | ---- |
| Počet obyvatel | 104  | 116  | 118  | 95   | 99   | 99   | 91   | 45   | 60   | 57   | 38   | 33   | 21   | 15   | 22   |
| Počet domů     | 13   | 13   | 12   | 12   | 13   | 13   | 12   | 15   | 15   | 13   | 11   | 14   | 15   | 16   | 17   |

## Obecní správa
Při sčítání lidu v letech 1850–1959 Hořákov byl osadou městyse Čachrov v okrese Klatovy. Od roku 1960 je částí obce Běšiny v okrese Klatovy.

## Pamětihodnosti
- Zámek Hořákov

## Galerie

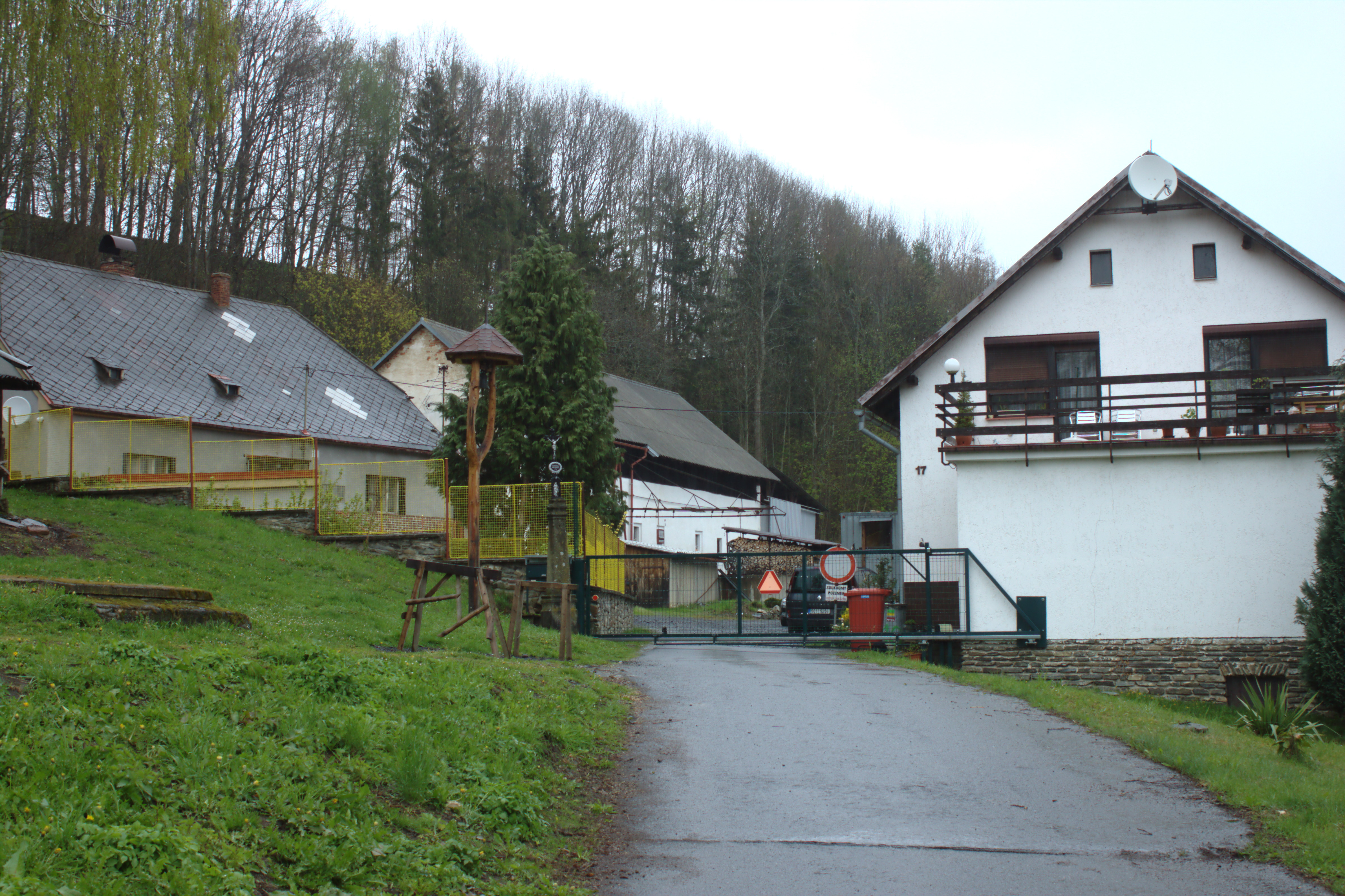
Chalupy v Hořákově
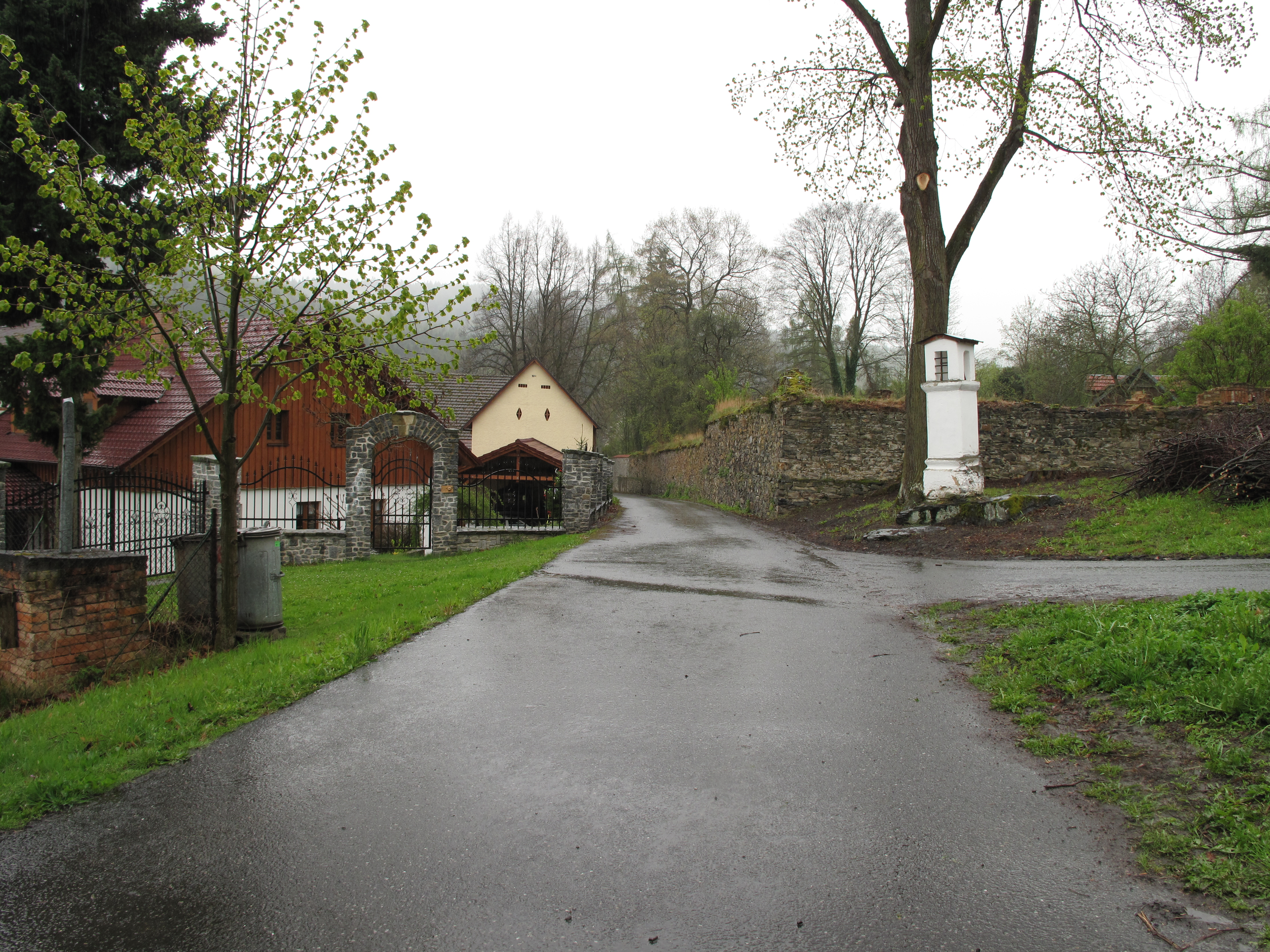
Náves
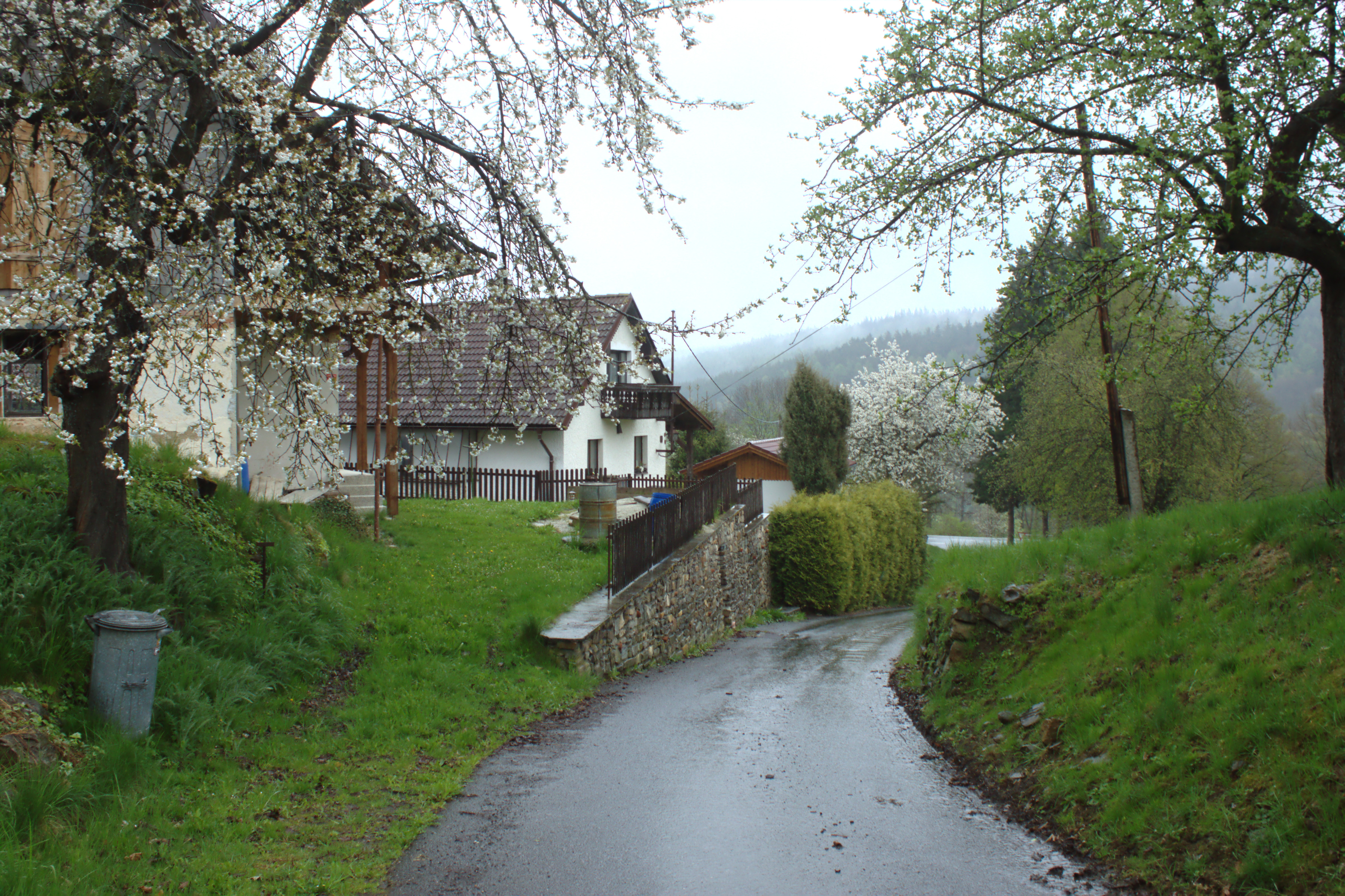
Silnice v Hořákově